# Islamski fundamentalizam
Islamski fundamentalizam (arapski: الأصولية الإسلامية‎‎, al-oṣooleyyah al-eslaameyyah) je naziv za vjerski fundamentalizam islamske struje koje karakteriziraju stroga i doslovna tumačenja Kurana i hadisa, odnosno odbacivanje svih povijesnih i modernih interpretacija (idžtihad, tj. osobnim sudom i nastojanjem). Individualno ili kao dio grupe koja zagovara i propagira islamizam, političku ideologiju koja teži da državne sekularne zakone nadomjesti islamskim šerijatskim zakonom, muslimani bi se trebali maksimalno angažirati. Predstavljaju ga konzervativni pokreti kao salafizam i vehabizam, koji se žestoko suprotstavljaju liberalnim pokretima unutar islama.
U zapadnom svijetu islamski fundamentalizam se često pogrešno koristi kao sinonim za islamizam.

## Povijest
Dva žarišta fundamentalističkih pokreta u sunitskom svijetu pojavila su se tijekom 19. stoljeća na različitim mjestima, salafizam u Arabiji i deobandizam u Indiji. Oba pokreta nastala su kao reakcija otpora na utjecaj britanskog kolonijalizma i širenja europskih modernističkih ideja, a u 20. st. oba pokreta su se brzo raširila, prvi zbog utjecaja bogatih zaljevskih monarhija, a drugi među siromašnim stanovništvom Indijskog potkontinenta (Pakistan i Indija) zbog prihvaćanja ideologije kao sredstva za izražavanje antizapadnjaštva i antipatije prema neokolonijalizmu zapadnih sila.
Oba fundamentalistička pokreta proizvela su ekstremne struje koje su obilježile geopolitičku situaciju Bliskog Istoka početkom 21. stoljeća, salafističku Al Kaidu koju su osnovali Saudijci i deobandijske talibane u Pakistanu. Podudaranje osnovnih postulata ovih pokreta i zajednička borba protiv SSSR-a u Afganistanu doveli su do političke sinteze koja se najjasnije odrazilla u talibanskom režimu u Afganistanu (1997. – 2001.).
Islamski fundamentalizam posebno je bio uspješan u iskazivanju težnji gradske sirotinje u zemljama u razvoju, koje su do 1970-ih veoma često bile privučene socijalizmom, bilo u islamskom ili marksističko-lenjinističkom obliku.
Pored sunitskog svijeta, fundamentalistički pokret ahbarizam javio se u šijitskom Iranu još u 17. stoljeću, no u 18. st. potisnula ga je usulijska škola zbog čega su danas ahbaristi prisutni samo u manjim zajednicama po južnom Iraku, Bahreinu i Indijskom potkontinentu.
Fundamentalistički karakter navedenih sunitskih i šijitskih pokreta ne predstavlja podlogu za ikakvu suradnju i između njih se često javlja izražena netrpeljivost.

## Ideolozi
- Muhamed Amin al-Astarabadi (17. stoljeće), osnivač ahbarizma
- Šah Valiulah (1703. – 1762.), osnivač deobandizma
- Muhamed ibn Abdul Vahab (1703. – 1792.), osnivač salafizma

## Pokreti
- Ahbarizam: rasprostranjen na sjeveroistoku Arabije (Bahrein i Irak) i Indijskom potkontinentu (Pakistan i Indija)
- Deobandizam: rasprostranjen na Indijskom potkontinentu i Afganistanu
- Salafizam i vehabizam: rasprostranjeni u Arabiji (Katar, UAE, Saudijska Arabija, Kuvajt, Bahrein); manje grupe po Jugozapadnoj i Južnoj Aziji, Sjevernoj Africi, Kavkazu i Europi (uključujući Balkan) Pojam salafiti-džihadisti se vrlo čvrsto povezuje s Osamom Bin-Ladenom i Al Kaidom[6]

## Fundamentalističke terorističke skupine
- Al Kaida, međunarodni savez Islamskih terorističkih organizacija
- Abu Sajaf, teroristička skupina na otocima Jolo i Basilan na jugozapadu Filipina, simpatizeri ISIL-a
- Ansar al-Islam, Kurdska pobunjenička salafijska skupina u Iraku koja se 2014. pripojila ISIL-u
- Boko Haram, nigerijska naoružana džihadistička skupina koja se protivi onim što naziva "nemoral" Zapadnog svijeta
- Džaiš-e-Mohamed, džihadistička skupina iz Pakistana za odcjepljenje Indijskog Kašmira
- Džema Islamija, teroristička skupina za osnivanje kalifata u Jugoistočnoj Aziji
- Indijski mudžahedini, Indijska teroristička skupina za osnivanje kalifata u Jugoistočnoj Aziji
- Islamski džihadski pokret (HuJI), teroristička skupina u Bangladešu, simpatizeri Talibana
- Islamska država Iraka i Levanta (ISIL) ili Islamska država Iraka i Sirije (ISIS), zločinačka državna tvorevina vehabijskih pobunjenika na području Iraka i Sirije, koja je od 2014. proglasila kalifat
- Kavkaški Emirat (IK), militantna džihadistička organizacija aktivna u Rusiji
- Lakšar-e-Taiba, najveća i najaktivnija teroristička organizacija u Južnoj Aziji
- Naoružana islamska skupina (GIA) militantna islamistička skupina koja se bori za osnivanje islamske države u Alžiru
- Talibani, sunitsko islamski i etničko paštunski pokret u Afganistanu i Pakistanu

## Poveznice
- Vjerski fundamentalizam
- Rat protiv terorizma

## Vanjske poveznice
- Ana Marija Pilato, Islamski fundamentalizam
- Ivan Janković, Islamski fundamentalizam je totalitarna ideologija uvezena sa zapada, 12. siječnja 2015.; Pristupljeno 3. studenoga 2016.